# Bahrains Grand Prix 2018
Bahrains Grand Prix 2018 (officielt navn: 2018 Formula 1 Gulf Air Bahrain Grand Prix) var et Formel 1-løb som blev arrangeret den 8. april 2018 på Bahrain International Circuit. Det var det andet løb i Formel 1-sæsonen 2018, og 14. gang Bahrains Grand Prix blev arrangeret.

## Resultater

### Kvalifikation
| Pos.               | Nr. | Kører             | Konstruktør               | Del 1     | Del 2     | Del 3    | Grid |
| ------------------ | --- | ----------------- | ------------------------- | --------- | --------- | -------- | ---- |
| 1                  | 5   | Sebastian Vettel  | Ferrari                   | 1.29,060  | 1.28,341  | 1.27,958 | 1    |
| 2                  | 7   | Kimi Räikkönen    | Ferrari                   | 1.28,951  | 1.28,515  | 1.28,101 | 2    |
| 3                  | 77  | Valtteri Bottas   | Mercedes                  | 1.29,275  | 1.28,794  | 1.28,124 | 3    |
| 4                  | 44  | Lewis Hamilton    | Mercedes                  | 1.29,396  | 1.28,458  | 1.28,220 | 91   |
| 5                  | 3   | Daniel Ricciardo  | Red Bull Racing-TAG Heuer | 1.29,552  | 1.28,962  | 1.28,398 | 4    |
| 6                  | 10  | Pierre Gasly      | Scuderia Toro Rosso-Honda | 1.30,121  | 1.29,836  | 1.29,329 | 5    |
| 7                  | 20  | Kevin Magnussen   | Haas-Ferrari              | 1.29,594  | 1.29,623  | 1.29,358 | 6    |
| 8                  | 27  | Nico Hülkenberg   | Renault                   | 1.30,260  | 1.29,187  | 1.29,570 | 7    |
| 9                  | 31  | Esteban Ocon      | Force India-Mercedes      | 1.30,338  | 1.30,009  | 1.29,874 | 8    |
| 10                 | 55  | Carlos Sainz, Jr. | Renault                   | 1.29,893  | 1.29,802  | 1.29,986 | 10   |
| 11                 | 28  | Brendon Hartley   | Scuderia Toro Rosso-Honda | 1.30,412  | 1.30,105  |          | 11   |
| 12                 | 11  | Sergio Pérez      | Force India-Mercedes      | 1.30,218  | 1.30,156  |          | 12   |
| 13                 | 14  | Fernando Alonso   | McLaren-Renault           | 1.30,5302 | 1.30,212  |          | 13   |
| 14                 | 2   | Stoffel Vandoorne | McLaren-Renault           | 1.30,479  | 1.30,525  |          | 14   |
| 15                 | 33  | Max Verstappen    | Red Bull Racing-TAG Heuer | 1.29,374  | ingen tid |          | 15   |
| 16                 | 8   | Romain Grosjean   | Haas-Ferrari              | 1.30,5302 |           |          | 16   |
| 17                 | 9   | Marcus Ericsson   | Sauber-Ferrari            | 1.31,063  |           |          | 17   |
| 18                 | 35  | Sergej Sirotkin   | Williams-Mercedes         | 1.31,414  |           |          | 18   |
| 19                 | 16  | Charles Leclerc   | Sauber-Ferrari            | 1.31,420  |           |          | 19   |
| 20                 | 18  | Lance Stroll      | Williams-Mercedes         | 1.31,503  |           |          | 20   |
| 107%-tid: 1:35.177 |     |                   |                           |           |           |          |      |
| Kilde:             |     |                   |                           |           |           |          |      |

Noter
- ↑1 – Lewis Hamilton fik en gridstraf på fem placeringer for en ikke-planlagt udskiftning af gearkasse.[2]
- ↑2 – Fernando Alonso og Romain Grosjean satte identiske omgangstider i Q1. Eftersom Alonso var den første til at sætte sin tid, blev han betragtet til at være klacificeret foran Grosjean og gik videre til Q2.

### Løbet
| Pos.   | Nr. | Kører             | Konstruktør               | Omgange | Tid/Udgået  | Startpos. | Point |
| ------ | --- | ----------------- | ------------------------- | ------- | ----------- | --------- | ----- |
| 1      | 5   | Sebastian Vettel  | Ferrari                   | 57      | 1:32.01,940 | 1         | 25    |
| 2      | 77  | Valtteri Bottas   | Mercedes                  | 57      | +0,699      | 3         | 18    |
| 3      | 44  | Lewis Hamilton    | Mercedes                  | 57      | +6,512      | 9         | 15    |
| 4      | 10  | Pierre Gasly      | Scuderia Toro Rosso-Honda | 57      | +1.02,234   | 5         | 12    |
| 5      | 20  | Kevin Magnussen   | Haas-Ferrari              | 57      | +1.15,046   | 6         | 10    |
| 6      | 27  | Nico Hülkenberg   | Renault                   | 57      | +1.39,024   | 7         | 8     |
| 7      | 14  | Fernando Alonso   | McLaren-Renault           | 56      | +1 omgang   | 13        | 6     |
| 8      | 2   | Stoffel Vandoorne | McLaren-Renault           | 56      | +1 omgang   | 14        | 4     |
| 9      | 9   | Marcus Ericsson   | Sauber-Ferrari            | 56      | +1 omgang   | 17        | 2     |
| 10     | 31  | Esteban Ocon      | Force India-Mercedes      | 56      | +1 omgang   | 8         | 1     |
| 11     | 55  | Carlos Sainz Jr.  | Renault                   | 56      | +1 omgang   | 10        |       |
| 12     | 16  | Charles Leclerc   | Sauber-Ferrari            | 56      | +1 omgang   | 19        |       |
| 13     | 8   | Romain Grosjean   | Haas-Ferrari              | 56      | +1 omgang   | 16        |       |
| 14     | 18  | Lance Stroll      | Williams-Mercedes         | 56      | +1 omgang   | 20        |       |
| 15     | 35  | Sergej Sirotkin   | Williams-Mercedes         | 56      | +1 omgang   | 18        |       |
| 161    | 11  | Sergio Pérez      | Force India-Mercedes      | 56      | +1 omgang   | 12        |       |
| 172    | 28  | Brendon Hartley   | Scuderia Toro Rosso-Honda | 56      | +1 omgang   | 11        |       |
| Ret    | 7   | Kimi Räikkönen    | Ferrari                   | 35      | Hjul        | 2         |       |
| Ret    | 33  | Max Verstappen    | Red Bull Racing-TAG Heuer | 3       | Gear        | 15        |       |
| Ret    | 3   | Daniel Ricciardo  | Red Bull Racing-TAG Heuer | 1       | Elektronik  | 4         |       |
| Kilde: |     |                   |                           |         |             |           |       |

Noter
- ↑1 – Sergio Pérez sluttede oprindeligt som nummer 12, men fik tildelt ekstra 30 sekunder for at overhale på formationsomgangen.
- ↑2 – Brendon Hartley sluttede oprindeligt som nummer 13, men fik tildelt ekstra 30 sekunder for ikke at nå sin oprindelige startplacering inden han nåede safetycar linjen på formationsomgangen.

## Stillingen i mesterskaberne efter løbet
| +/- | Nr. | Kører            | Point |
| --- | --- | ---------------- | ----- |
|     | 1   | Sebastian Vettel | 50    |
|     | 2   | Lewis Hamilton   | 33    |
| 5   | 3   | Valtteri Bottas  | 22    |
| 1   | 4   | Fernando Alonso  | 16    |
| 2   | 5   | Kimi Räikkönen   | 15    |

| +/- | Nr. | Kører                     | Point |
| --- | --- | ------------------------- | ----- |
|     | 1   | Ferrari                   | 65    |
|     | 2   | Mercedes                  | 55    |
| 1   | 3   | McLaren-Renault           | 22    |
| 1   | 4   | Red Bull Racing-TAG Heuer | 20    |
|     | 5   | Renault                   | 15    |